# Hercule et Antée
Le Hercule et Antée (en italien, Ercole e Anteo) est une peinture à tempera sur une tablette de bois d'art renaissance d'Antonio Pollaiolo datant de 1475 environ. L'œuvre, qui mesure 16 × 9 cm, est conservée au musée des Offices de Florence.

## Histoire
Spoliée par l'occupation allemande de la Seconde Guerre mondiale invoquant le principe du Kunstschutz, elle ne fut retrouvée par Rodolfo Siviero qu'en 1963 à Los Angelès. Rapatriée en Italie elle fut restaurée en 1991 comme le second volet du même thème classique, Hercule et l'Hydre, du même peintre.

## Thème
Hercule défia le géant Antée fils de Gaïa qu'il rencontre pendant sa quête des pommes d'or du jardin des Hespérides : le héros le souleva car à chaque fois que le héros le projetait sur le sol le géant refaisait ses forces par contact avec la terre, affaibli ainsi il fut étouffé.